# Guzhu
Vers 1600 av. J.-C. – 660 av. J.-C.
Entités précédentes :
- Dynastie Shang

Entités suivantes :
- Qi (État)
- Yan

Guzhu (chinois :孤竹; pinyin : Gūzhú) est un état vassal des dynasties Shang et Zhou situé à proximité de l'actuel Tangshan, dans la province du Hebei. C'était un état Dongyi et avait des relations étroites avec le roi Tang de Shang. Pendant la dynastie des Zhou occidentaux, les tribus Lichi et Shanrong (en) se sont soulevées respectivement dans le nord-ouest et le nord-est, provoquant des inquiétudes chez les voisins du sud de Guzhu : les états de Qi et de Yan. En 664 av. J.-C., Guzhu, déjà affaibli, est attaqué par une coalition Qi-Yan lors d'une expédition contre les Shanrong, et son souverain est tué. En 660 av. J.-C., Qi et Yan ont finalement annexé Guzhu.

## Rois de Guzhu
| Nom posthume                             | Nom                     | Période en tant que leader       |
| ---------------------------------------- | ----------------------- | -------------------------------- |
| Les six premiers rois ne sont pas connus |                         |                                  |
| Fu Ding (zh) (父丁)                      | Motai Zhuyou (墨胎竹猷) | 7e roi de Guzhu                  |
| Ya Wei (zh) (亞微)                       | Motai Chu (墨胎初)      | 8e roi de Guzhu, Fils de Fu Ding |
| Ya Ping (zh) (亞憑)                      | Motai Feng (墨胎馮)     | 9e roi de Guzhu, Fils de Ya Wei  |
| Les rois suivants ne sont pas confirmés  |                         |                                  |